# Марина ди Пуоло (Напуљ)
Марина ди Пуоло је насеље у Италији у округу Напуљ, региону Кампанија.
Према процени из 2011. у насељу је живело 136 становника. Насеље се налази на надморској висини од 27 м.